# 魏宏广
魏宏广（1961年10月—），男，汉族，广东中山人，中华人民共和国政治人物。中共广东省委党校在职研究生学历，工商管理硕士学位。曾任阳江市人民政府市长、中共阳江市委书记、中共湛江市委书记等职务。中共第十一届、十二届广东省委委员。中共十九大代表。

## 生平
籍贯广东省中山市。1981年7月毕业于广东省农业机械技术学校农机专业。1981年7月开始在中国共产主义青年团中山县委员会工作。1984年3月至1985年6月，任共青团中山市委副书记。1984年3月加入中国共产党。1983年9月至1986年7月，在职参加华南师范大学函授中文专业学习。1985年6月至1988年8月，任共青团中山市委书记（县级市）。1988年8月至1993年3月，任共青团中山市委书记。1993年3月至1996年9月，任中山市坦洲镇委书记（正处级），1995年在中共广东省委党校中青班学习。
1996年9月至1999年3月，历任中共中山市委常委、中山市委副书记等职。1995年至1998年，在中共广东省委党校研究生班经济学专业学习。2000年2月至2008年3月，任中共珠海市委副书记。
2008年3月至2012年10月，任中共阳江市委副书记，阳江市人民政府市长、党组书记。期间在中山大学在职学习，获高级工商管理硕士学位。
2012年10月至2012年11月，任中共阳江市委书记。2012年11月至2016年3月，任中共阳江市委书记，阳江市人大常委会主任。
2016年3月至5月，任中共湛江市委书记。2016年5月至2017年3月，任中共湛江市委书记、市人大常委会主任。2017年3月至2018年5月，任广东省发展和改革委员会党组书记。2018年5月至今，任广东省人民政府副秘书长（保留正厅职）。
2020年1月，因涉嫌严重违纪违法，接受广东省纪委监委纪律审查和监察调查。
2021年1月，因严重违纪违法被给予开除党籍、开除公职处分，并被移送司法机关。